# JAMA Network Open
JAMA Network Open è una rivista medica mensile ad accesso libero e sottoposta a revisione paritaria. Pubblicata dall'American Medical Association, copre tutti gli aspetti delle scienze biomediche. È stata fondata nel 2018 e il caporedattore fondatore è stato Fred Rivara (Università di Washington); dal 2024 il caporedattore è Eli Perencevich (Università dell'Iowa).
La rivista è finanziata dalle tasse di elaborazione degli articoli e la maggior parte degli articoli è disponibile con una licenza Creative Commons.
I titoli e gli abstract degli articoli sono tradotti in spagnolo e cinese.
Secondo il Journal Citation Reports, nel 2021 la rivista ha ricevuto un fattore di impatto 2021 pari a 13,353, che la colloca al 15° posto su 172 riviste nella categoria "Medicina generale e interna". Inoltre, si colloca al 5° posto tra le riviste ad accesso completamente aperto in quella categoria di argomenti.

## Indicizzazione
Gli abstract e gli articoli sono indicizzati dai seguenti database bibliografici:  CINAHL, Emerging Sources Citation Index, e Index Medicus/MEDLINE/PubMed.